# Limnoria
Limnoria är ett släkte av kräftdjur som beskrevs av Leach 1814. Limnoria ingår i familjen borrgråsuggor.

## Bildgalleri

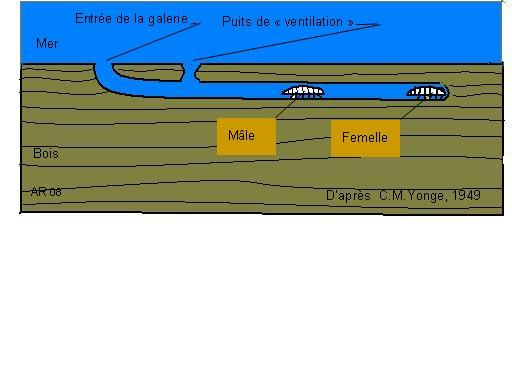
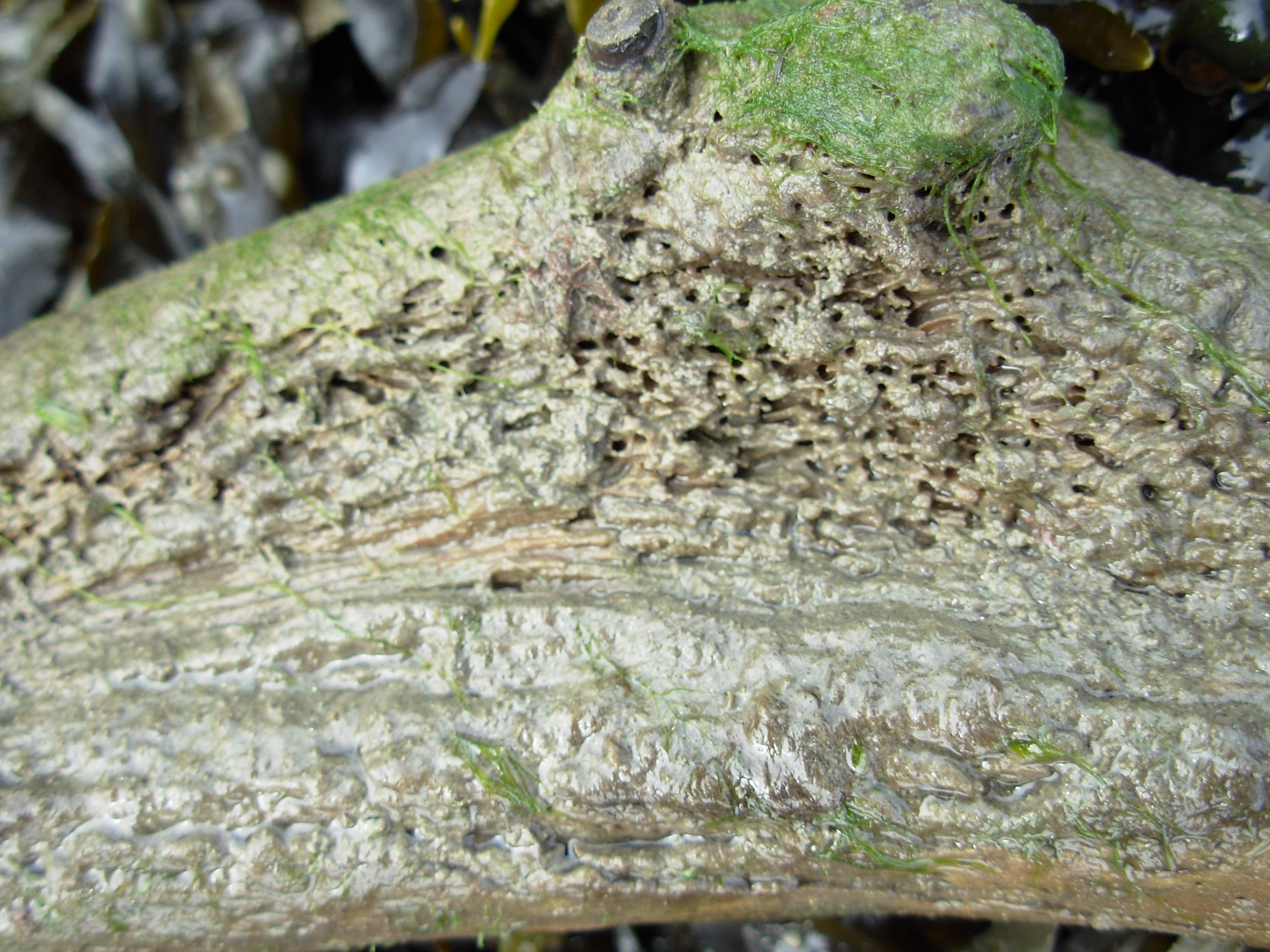
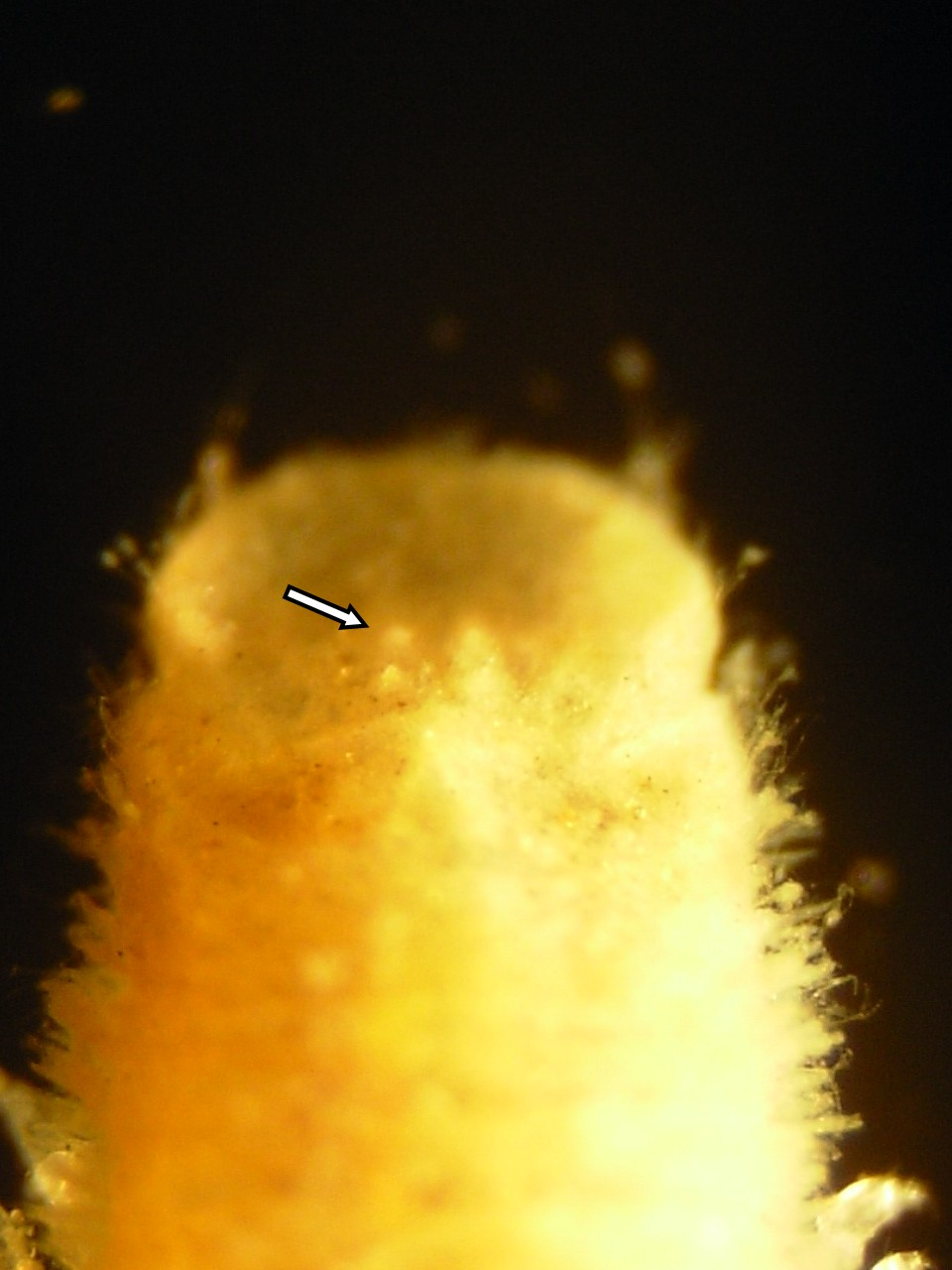
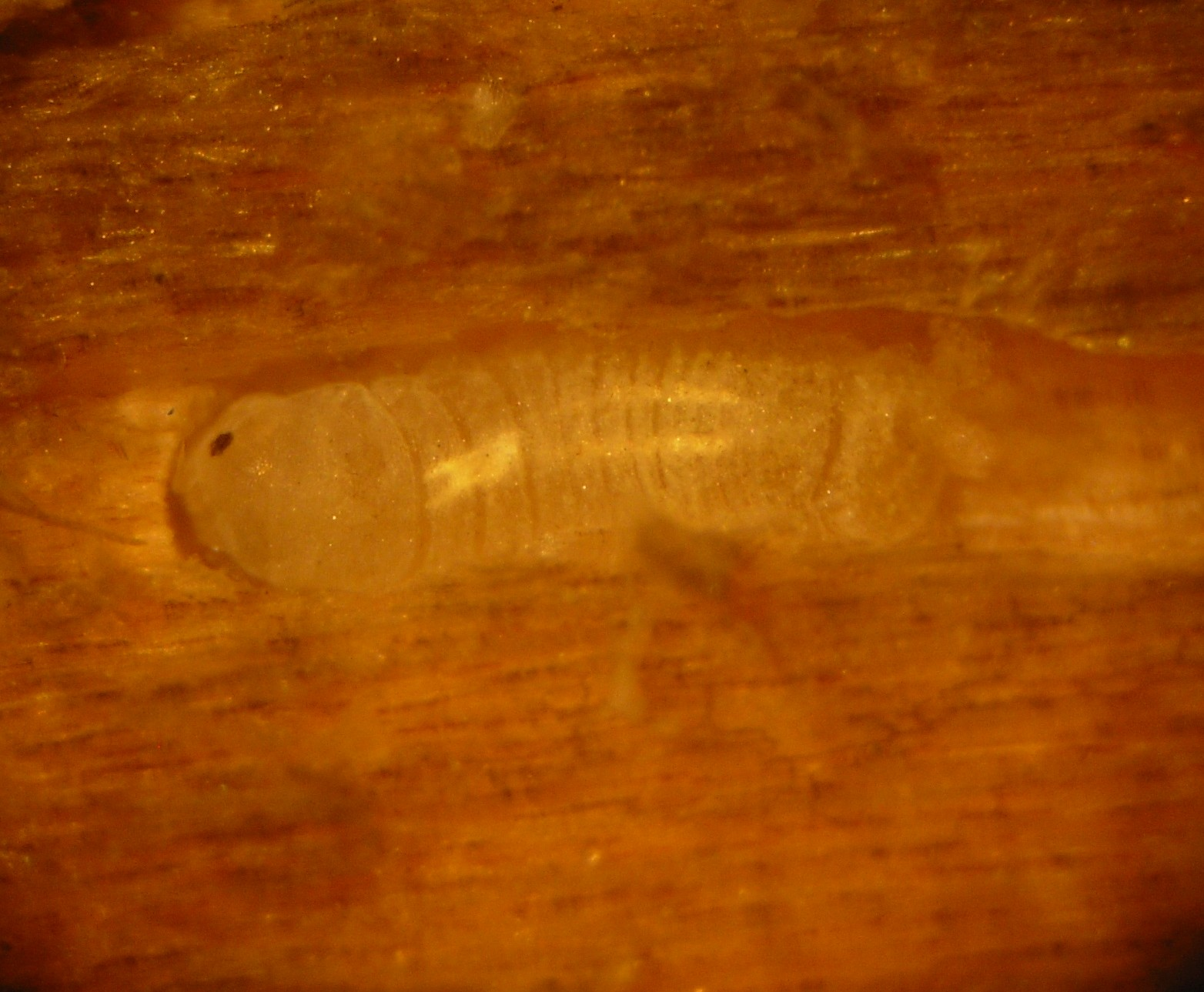
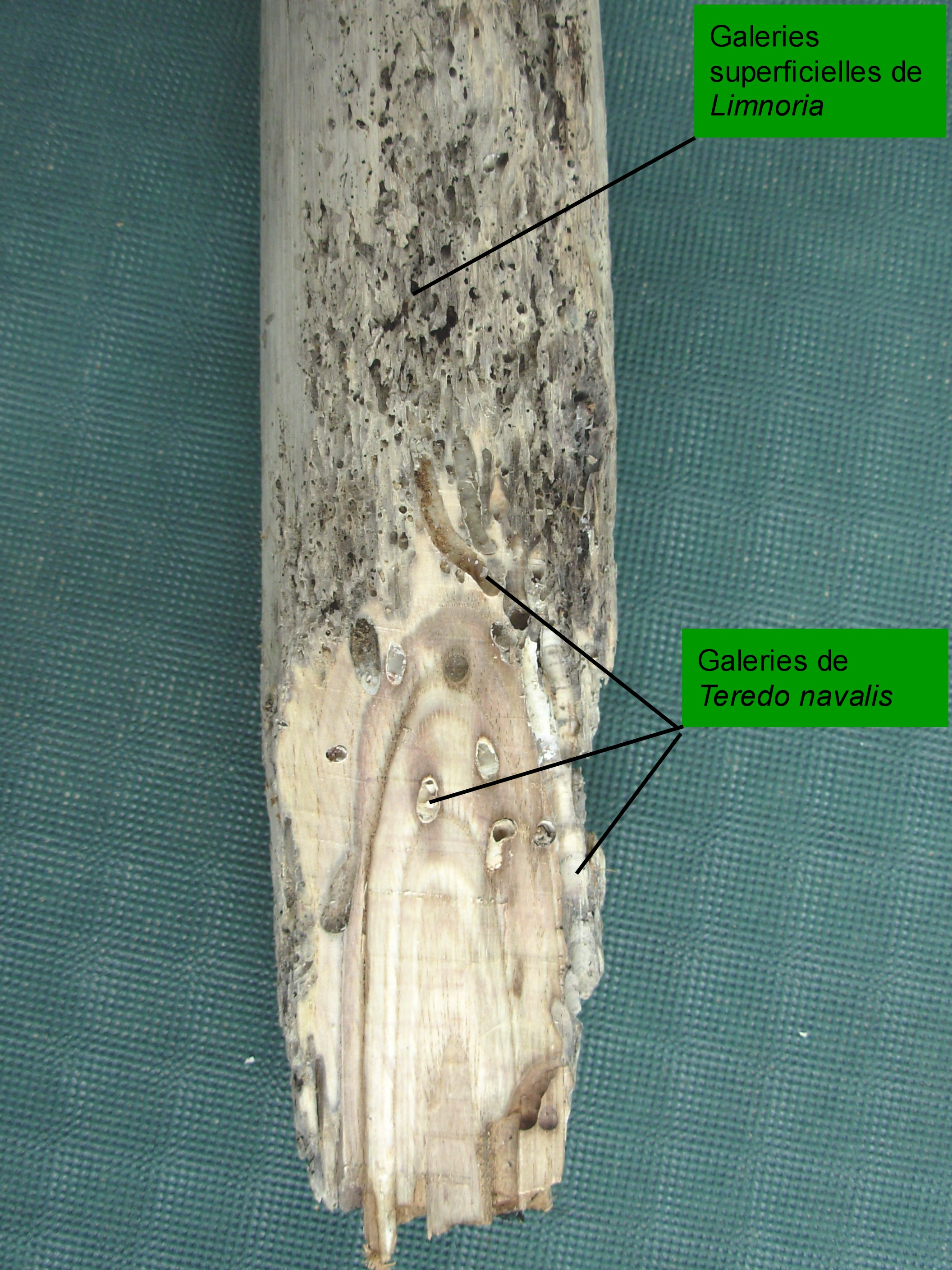
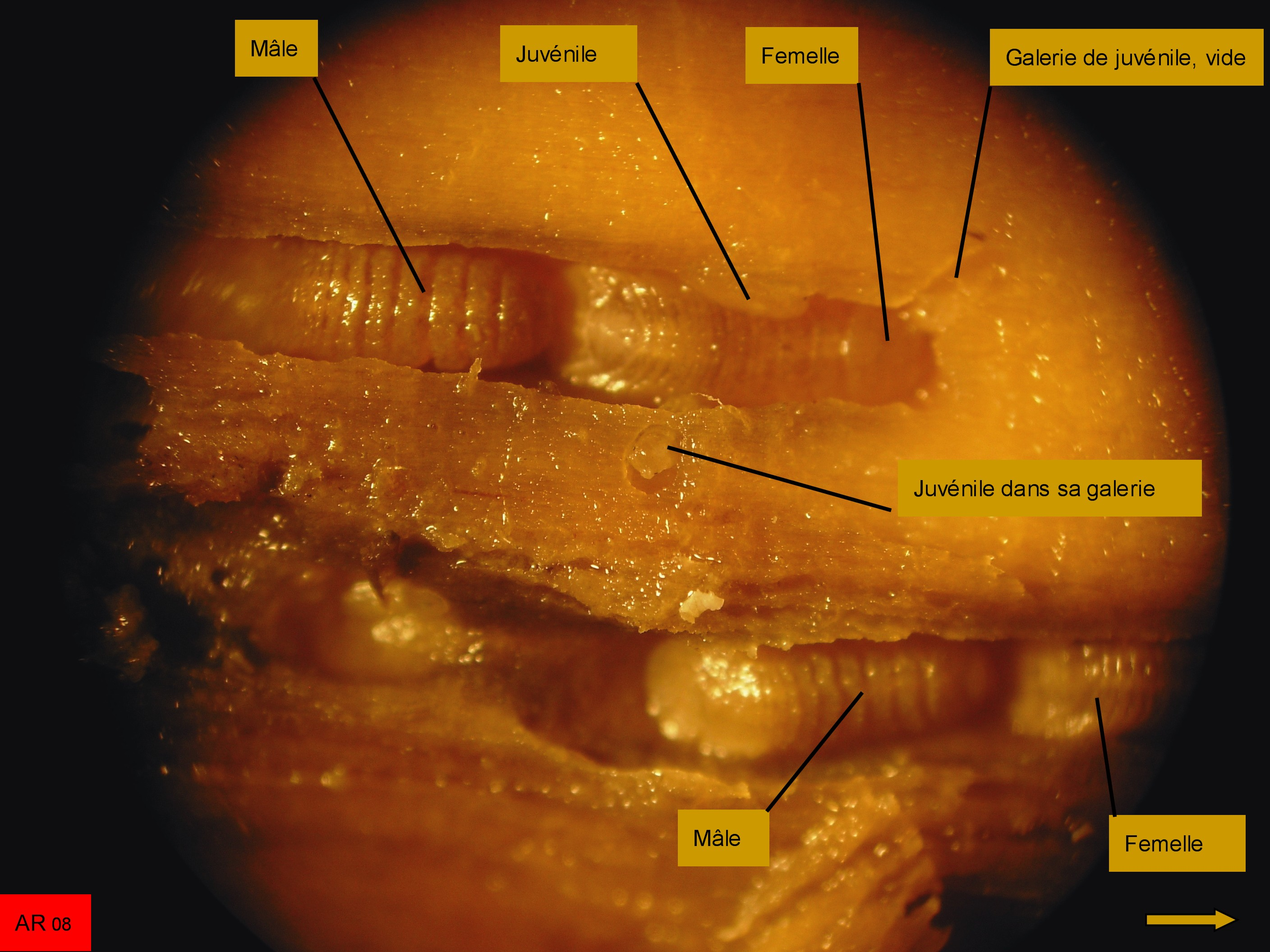

## Dottertaxa tillLimnoria, i alfabetisk ordning[1][2]
- Limnoria agrostisa
- Limnoria algarum
- Limnoria andamanensis
- Limnoria antarctica
- Limnoria bacescui
- Limnoria bituberculata
- Limnoria bombayensis
- Limnoria borealis
- Limnoria carinata
- Limnoria carptora
- Limnoria chilensis
- Limnoria clarkae
- Limnoria convexa
- Limnoria cristata
- Limnoria echidna
- Limnoria emarginata
- Limnoria foveolata
- Limnoria gibbera
- Limnoria glaucinosa
- Limnoria hicksi
- Limnoria indica
- Limnoria insulae
- Limnoria japonica
- Limnoria kautensis
- Limnoria lignorum
- Limnoria loricata
- Limnoria magadanensis
- Limnoria mazzellae
- Limnoria multipunctata
- Limnoria nonsegnis
- Limnoria orbellum
- Limnoria pfefferi
- Limnoria platycauda
- Limnoria poorei
- Limnoria quadripunctata
- Limnoria raruslima
- Limnoria reniculus
- Limnoria rugosissima
- Limnoria saseboensis
- Limnoria segnis
- Limnoria segnoides
- Limnoria septima
- Limnoria sexcarinata
- Limnoria simulata
- Limnoria stephenseni
- Limnoria sublittorale
- Limnoria torquisa
- Limnoria tripunctata
- Limnoria tuberculata
- Limnoria uncapedis
- Limnoria unicornis
- Limnoria zinovae